# モントルヴォー＝シュル＝エヴル
モントルヴォー＝シュル＝エヴル （Montrevault-sur-Èvre）は、フランス、ペイ・ド・ラ・ロワール地域圏、メーヌ＝エ＝ロワール県のコミューン。

## 歴史
自治体間連合モントルヴォー（fr）に属する11のコミューン、ラ・ボワシエール＝シュル＝エヴル、ショードロン・アン・モージュ、ラ・ショーセール、ル・フィフ・ソーヴァン、ル・フュイレ、モントルヴォー、ル・ピュイゼ＝ドレ、サン・ピエール・モンリマール、サン＝カンタン＝アン＝モージュ、サン＝レミ＝アン＝モージュ、ラ・サル・エ・シャペル・オブリーが合併し、2015年12月15日に創設された。